# 허목 초상
허목 초상(許穆 肖像)은 강원특별자치도 춘천시 국립춘천박물관에 있는 조선시대의 초상화이다. 2007년 2월 27일 대한민국의 보물 제1509호로 지정되었다.

## 개요
조선중기 대표적 학자이자 문신인 미수 허목(眉叟 許穆, 1595-1682)의 초상으로 오사모에 담홍색의 시복(時服)을 입고 서대(犀帶)를 착용한 좌안7분면의 복부까지 오는 반신상이다. 화폭 상부의 채제공이 쓴 제발문에 따르면 1794년(정조18) 정조가 허목의 인물됨에 크게 감동하여 그 칠분소진(七分小眞)을 얻고자 채제공으로 하여금 사람들과 의논하도록 하였으며 이에 은거당(恩居堂, 1678년 숙종 이 하사한 집)에서 선생의 82세진을 모셔다가 이명기가 모사한 것이라고 한다. 영정의 오른 쪽에는 채제공이 당시에 쓴 표제가 붙어 있다.
이 《허목 초상》은 생시진상은 아니지만 현재 원본이 전해오지 않는 실정에서 17세기 대표적인 사대부초상화의 형식을 보여줌과 아울러, 노학자의 문기어린 풍모를 잘 전달해낸 당대 최고의 어진화사(御眞畵師) 이명기의 솜씨를 볼 수 있다는 점에서 가치가 인정받는다.

## 같이 보기
- 허목
- 이명기

## 참고 자료
- 허목 초상 - 국가유산청 국가유산포털